# Hendrik Frans Verbruggen

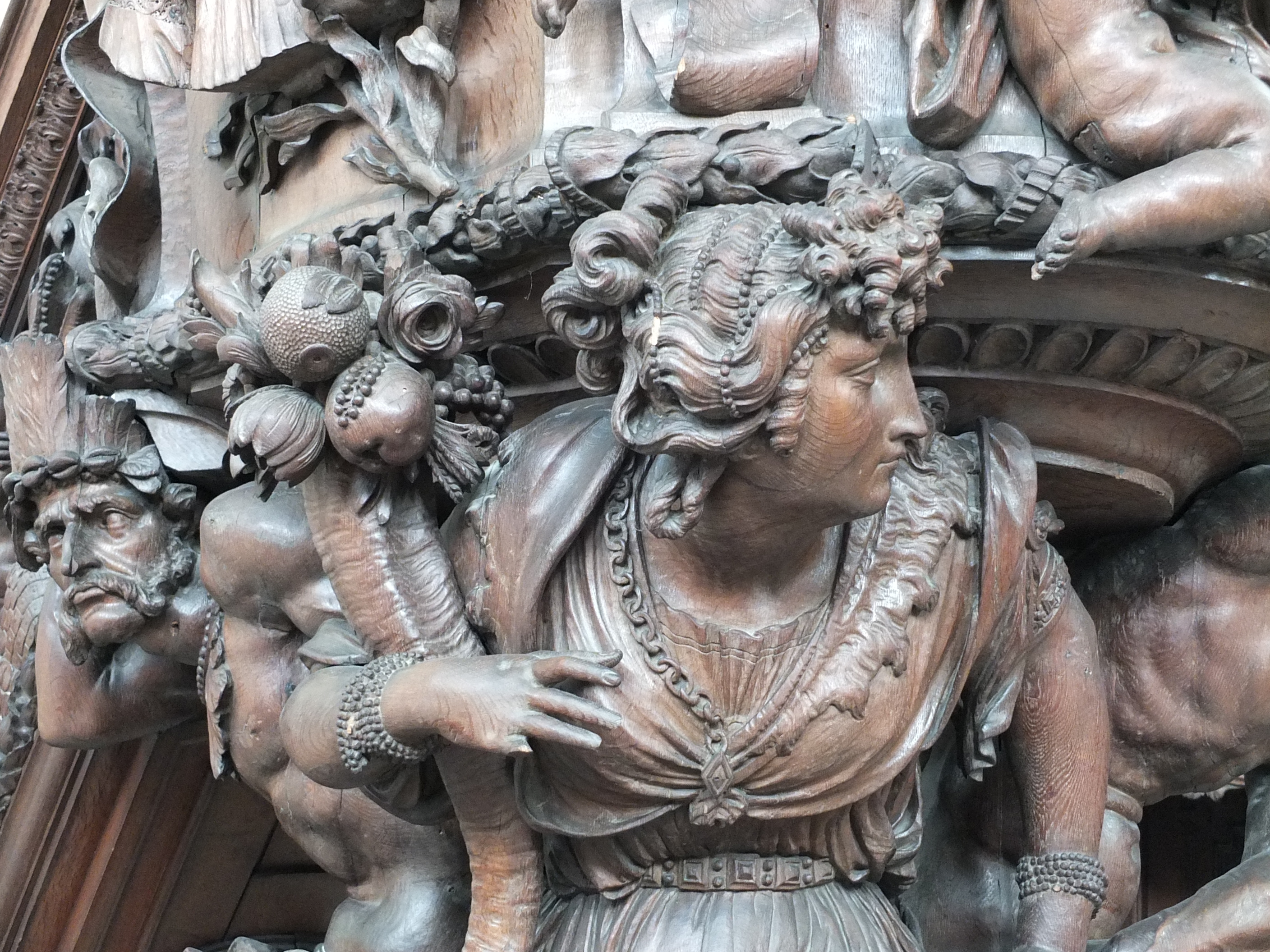
Detail van de preekstoel in de Sint-Pieters-en-Pauluskerk (Mechelen) door Hendrik Frans Verbruggen

Hendrik Frans Verbruggen of Hendrik Frans Verbrugghen (alternatieve voornamen: Hendrik Fransiscus, Henricus-Franciscus en Frans) (Antwerpen, 30 april 1654 - aldaar, 12 december 1724) was een Vlaams beeldhouwer en tekenaar, die vooral bekend is vanwege zijn barokke kerkmeubilair in diverse Belgische kerken.

## Levensloop
Hij werd geboren in een familie waaruit in de 17de en 18de eeuw een aantal vooraanstaande beeldhouwers voortkwamen die vooral in Antwerpen actief waren. Zijn vader de beeldhouwer Pieter Verbruggen (I) was een van de belangrijkste vertegenwoordigers van de Vlaamse hoogbarok in de beeldhouwkunst. De vader was in de leer geweest bij Erasmus Quellinus I, die zelf de stamvader was van een vooraanstaand beeldhouwersgeslacht. De vader was getrouwd met de dochter van zijn leermeester Erasmus Quellinus. Uit dit huwelijk werd Hendrik Frans Verbruggen geboren. Zijn broer Pieter Verbruggen (II) werd ook een beeldhouwer en werkte in het atelier van zijn vader.
Hij was opgeleid door zijn vader. Hij zou echter zijn carrière begonnen zijn bij de boekverluchter Jan Ruyselinck. Het kan niet uitgesloten worden dat hij na zijn opleiding, net als zijn broer Pieter, eerst een reis naar Italië maakte. Deze reis is niet gedocumenteerd. De invloed van de Italiaanse beeldhouwer Gianlorenzo Bernini op zijn werk zou ook kunnen verklaard worden door het feit dat hij de tekeningen naar de werken van Bernini en antieke sculpturen die zijn broer in Rome maakte als inspiratiebron gebruikte.
Hij werd een meester beeldhouwer bij het Antwerpse Sint-Lucasgilde in 1682. Dat jaar trouwde hij met Susanna Verhulst. Hij werd deken van de Sint-Lucasgilde in 1689. In 1713 ging hij failliet maar dit belette hem niet bestaande opdrachten verder te voltooien.
Hij was de leermeester van Egidius Adrianus Nijs en Marcus de Cock.

## Werken

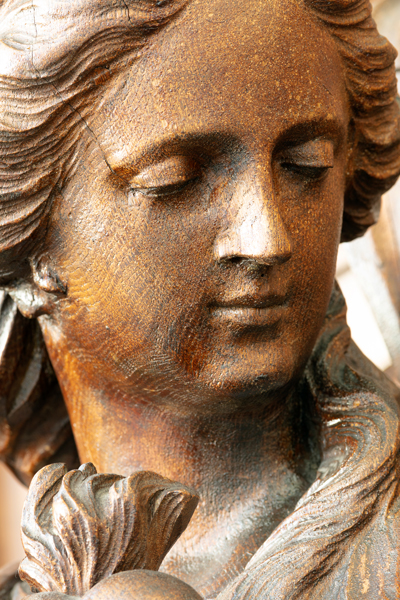
Detail biechtstoel in Grimbergen

Hendrik Frans Verbruggen was werkzaam in de tijd van de barok toen de katholieke kerk de belangrijkste opdrachtgever was voor kunstenaars in de Zuidelijke Nederlanden. Hij werkte dan ook vooral aan religieuze opdrachten en werd een van de toonaangevende beeldhouwers van het laat-barokke kerkmeubilair. Dit meubilair heeft meer diepte dan de hoogbarokke altaren van zijn vader en broer. De driedimensionele altaren zijn vaak ontworpen voor het plaatsen van een beeld alhoewel er soms ook een schilderij in werd opgehangen, zoals in de Sint-Augustinuskerk in Antwerpen waar een schilderij van Rubens is opgehangen. Hendrik Frans Verbruggen was een van de grondleggers van de zogenaamde naturalistische preekstoelen. Die zijn opgevat als een groot beeldhouwwerk waarin niets meer te merken is van de constructieve vorm. Voorbeelden hiervan zijn de preekstoel in de Sint-Augustinuskerk in Antwerpen en de preekstoel ontworpen voor de Sint-Michielskerk in Leuven (nu in de Kathedraal van Brussel). In de preekstoel in de Sint-Augustinuskerk in Antwerpen gebruikte hij de nerf van het hout om de rimpels van het gezicht van de heilige Augustinus en de textuur van zijn kleren weer te geven.
In 1684 creëerde hij twee lindenhouten zijaltaren voor de kapel van de Onze-Lieve-Vrouw van Goede Wil-kerk te Duffel. Hierbij introduceerde hij in de Zuidelijke Nederlanden een nieuw motief, ontleend aan het werk van Bernini bestaande uit een ovaal schilderij, ondersteund door twee vliegende engelen. Zijn communiebanken voor de Sint-Walburgakerk in Brugge uit 1695 vormen een hoogtepunt van Vlaamse barok beeldhouwwerk. Door de virtuoze behandeling van het marmer lijken ze in was gemodelleerd te zijn.
In het barokke wereldbeeld werd van kunst verwacht dat ze de gelovigen opvoedde over, en begeesterde voor, hun geloof. De motieven van Hendrik Frans Verbruggens werk sluiten vaak aan bij deze didactische doelstelling. Een voorbeeld hiervan is de laat-barokke preekstoel in de Sint-Petrus-en-Pauluskerk in Mechelen uit 1700. Deze stelt op allegorische wijze de vier werelddelen voor gezeten op de wereldbol en vergezeld van hun symbolische dieren. Ze dragen de kuip waarop de attributen van de evangelisten en vier medaillons met jezuïetenheiligen gebeiteld zijn. Twee bazuinende engelen schragen het klankbord met de Heilige Geest. Het didactische thema is duidelijk: Het geloof verspreidt zich over de hele wereld dankzij de jezuïeten die geïnspireerd zijn door de Heilige Geest.
Veel van zijn ontwerptekeningen zijn bewaard gebleven.

## Geselecteerde werken
- 1676: Epitaaf voor bisschop Capello, Kathedraal van Antwerpen
- 1680: Biechtstoelen in de Sint-Catharinakerk in Sinaai
- 1686: Communiebank in de Sacramentskapel in de Kathedraal van Antwerpen
- 1694: Westelijk buitenportaal van de Sint-Jacobskerk in Antwerpen
- 1695: Witmarmeren communiebanken in de Sint-Walburgakerk in Brugge
- 1696: Preekstoel, Kathedraal van Brussel (oorspronkelijk in de Sint-Michielskerk in Leuven)
- 1697: Preekstoel in de Sint-Augustinuskerk in Antwerpen
- 1700: Preekstoel en communiebanken in de Sint-Pieters-en-Pauluskerk in Mechelen
- 1705-1709: hoogaltaar in de Sint-Baafskathedraal in Gent
- 1720: Sint-Servaasaltaar in de Sint-Servaasbasiliek te Grimbergen (toeschrijving)

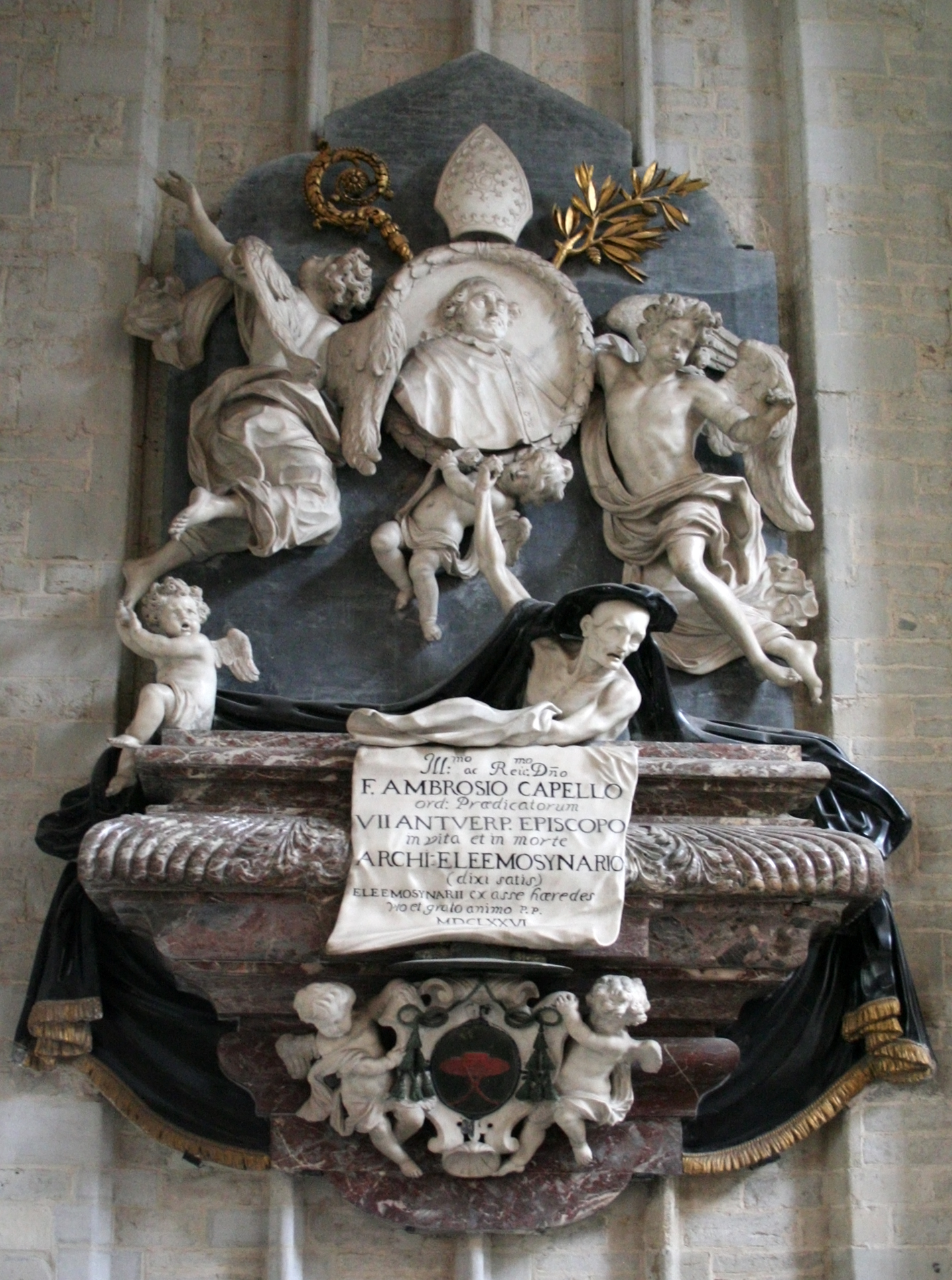
Epitaaf, Antwerpen
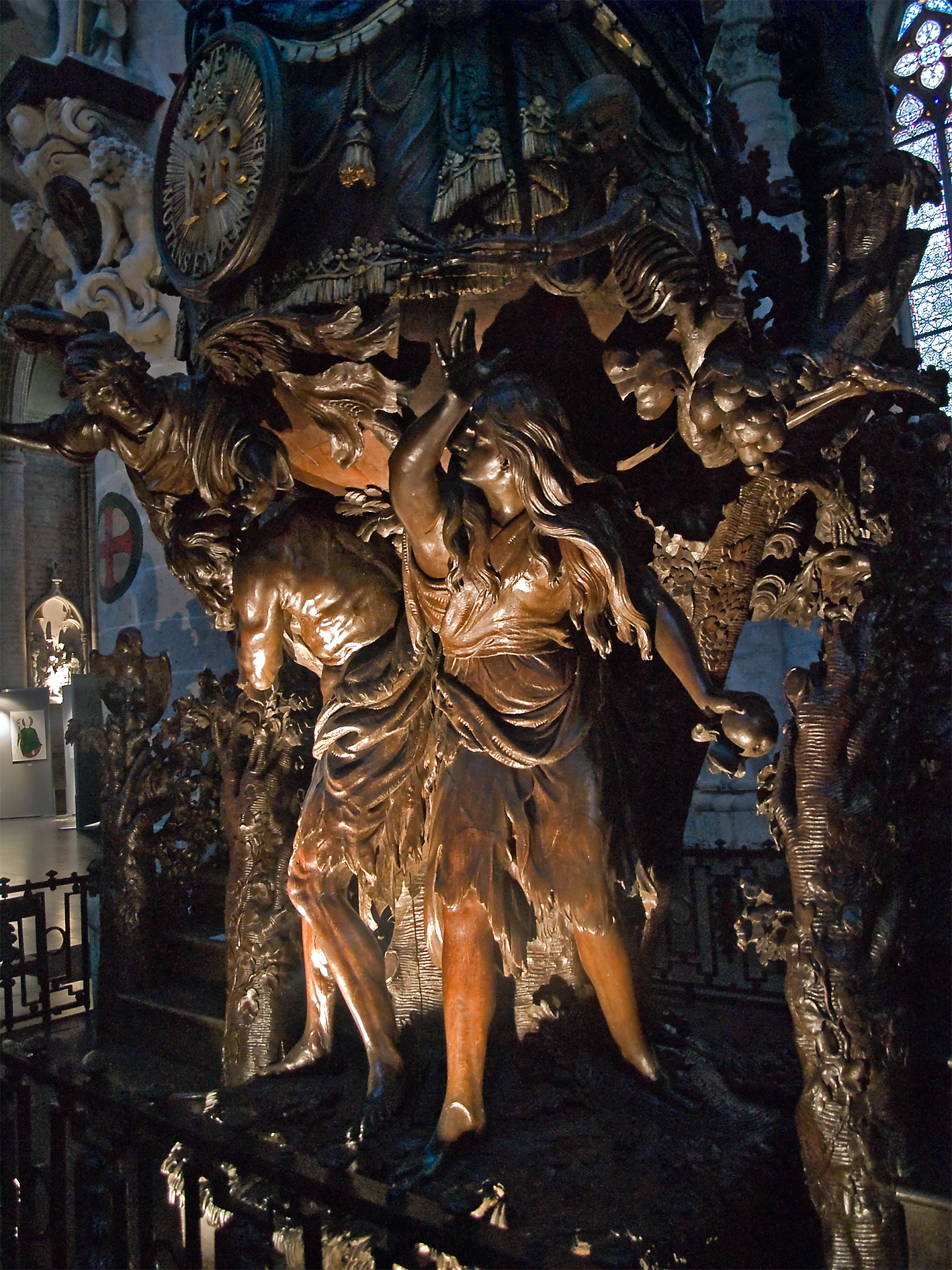
Preekstoel, Brussel
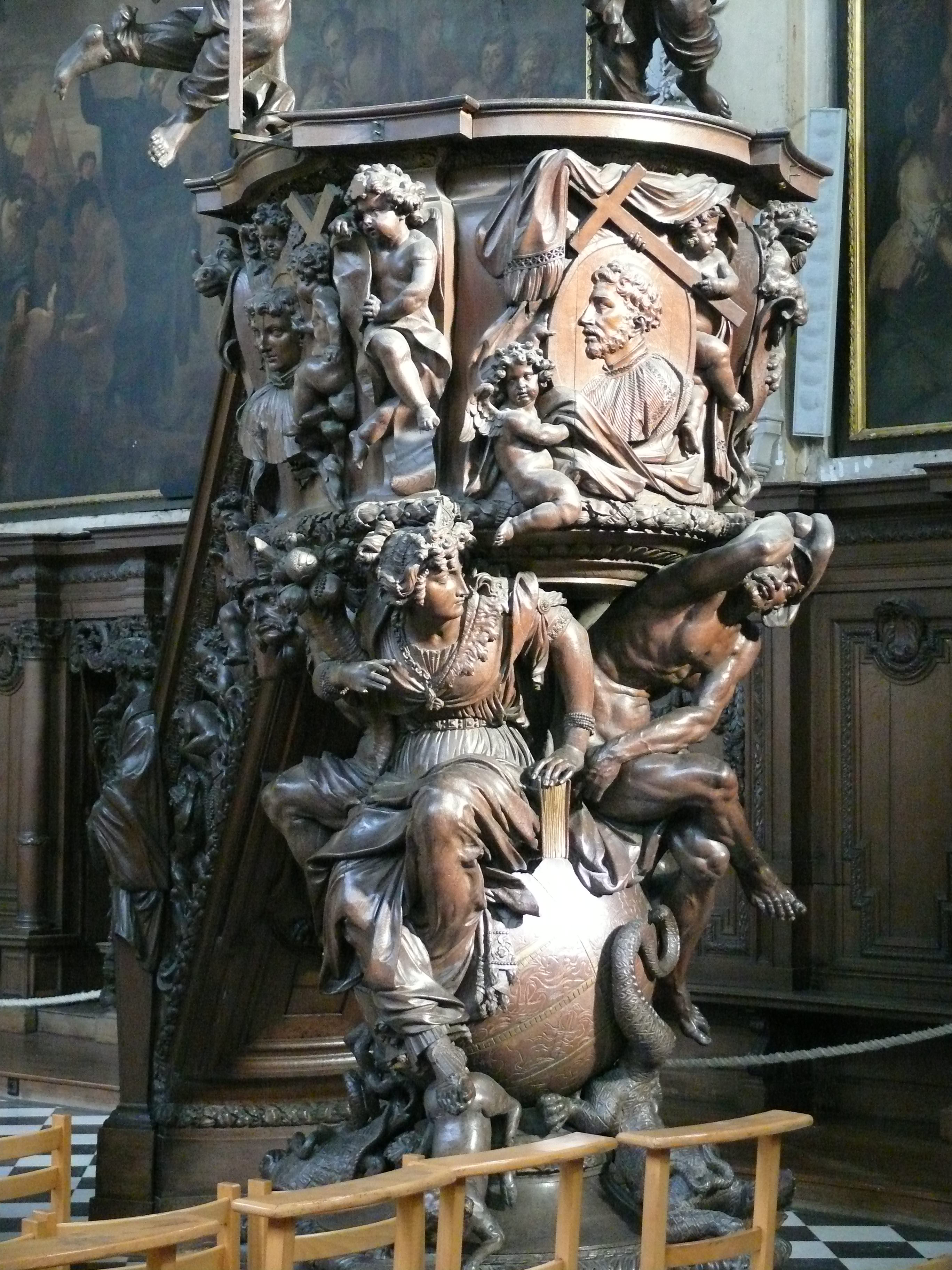
Preekstoel, Mechelen
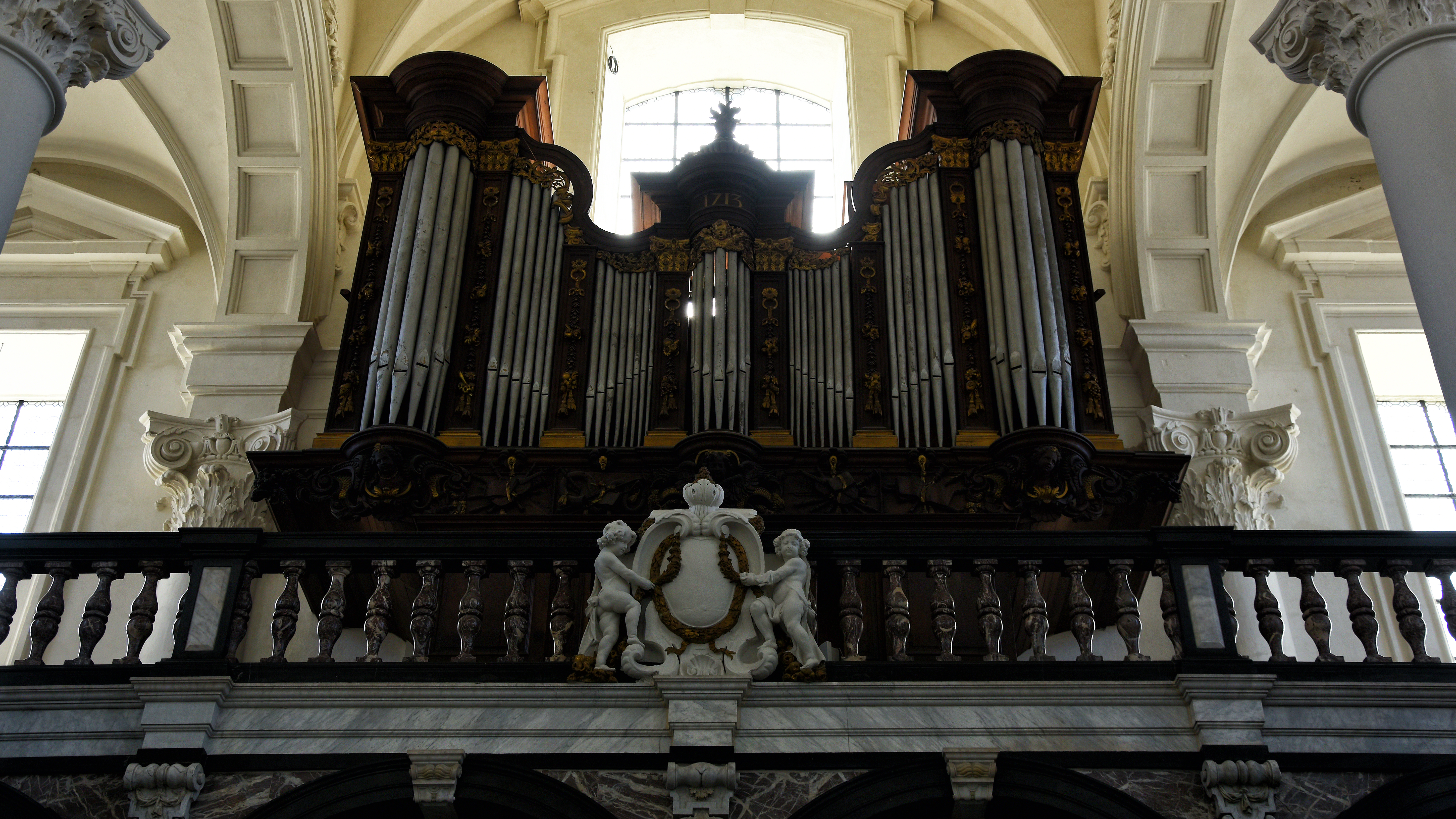
Kerkorgel, Mechelen
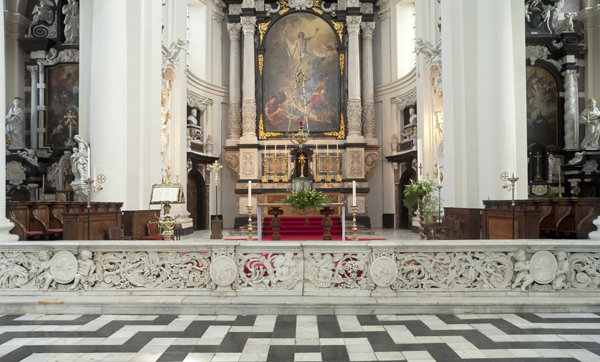
Communiebank, Brugge

- Biblioteca Nacional de España: XX1523006
- Biografisch Portaal: 39727783
- Gemeinsame Normdatei: 188435824
- International Standard Name Identifier: 0000 0001 1691 4219
- RKD-Nederlands Instituut voor Kunstgeschiedenis: 80102
- Union List of Artist Names: 500007232
- Virtual International Authority File: 99036153
- WorldCat: E39PCjtVqGfPkb8HttfhKhPpvb